# Otto Forsman
Otto Fredrik Forsman, född 2 januari 1892 i Ronneby, död 24 december 1969 i Danderyds köping, var en svensk ämbetsman.
Otto Forsman blev filosofie licentiat 1918 efter studier bland annat vid Tekniska högskolan. Han var anställd som ingenjör vid Aktiebolaget C. E. Johansson i Eskilstuna 1918–1920, blev avdelningsingenjör vid Statens provningsanstalt 1921, avdelningschef 1939 och överdirektör 1943. Forsman var speciallärare i materiallära vid Tekniska högskolan 1928–1943. Han publicerade en mångfald skrifter speciellt rörande hållfasthetsegenskaper hos metaller.